# Nestore
La rivière Nestore  est un cours d'eau des provinces de Pérouse et de Terni et un affluent du fleuve le Tibre.

## Géographie
Le Nestore prend sa source à Monteleone d'Orvieto dans la province de Terni à une altitude de 480 m.
Il traverse les communes de Monteleone d'Orvieto, Piegaro, Panicale et Marsciano.
Affluent de droite du fleuve Tibre dans la localité de Marsciano.
Affluents de gauche:
- torrent Càina,
- torrent Cestola,
- torrent Genna

Affluents de droite:
- torrent Calvana,
- torrent Fersinone

## Sources
- (it) Cet article est partiellement ou en totalité issu de l’article de Wikipédia en italien intitulé « Nestore (fiume) » (voir la liste des auteurs).